# Ectropis mixtistriga
Ectropis mixtistriga är en fjärilsart som beskrevs av Louis Beethoven Prout 1929. Ectropis mixtistriga ingår i släktet Ectropis och familjen mätare. Inga underarter finns listade i Catalogue of Life.